# Copelatus haemorrhoidalis
Copelatus haemorrhoidalis (лат.)— вид жесткокрылых семейства плавунцов.

## Описание
Жук в длину достигает от 6,5 до 8 мм. Тело красно-бурое, блестящее. Темя и передний край переднеспинки зачернены, бока, эпиплевры и лапки светлее, низ чёрный. Надкрылья лишены продольных нарезанных линий.

## Экология
Живёт в заросших пресных или солоноватых водоёмах.